# Остров мёртвых (картина)
«Остров мёртвых» (нем. Die Toteninsel) — самая известная картина швейцарского художника-символиста Арнольда Бёклина (1827—1901). В период 1880—1886 годов Бёклин создал пять вариантов картины. Шестой вариант написал в 1901 году.

## Иконография
Согласно наиболее распространённой версии, композиция навеяна древнегреческим мифом о нимфе Калипсо с острова Огигия на Крайнем западе (Запад символизировал «страну мёртвых»), куда попал спасшийся во время бури на море Одиссей. Калипсо держала у себя Одиссея восемь лет (в иной версии — один год), скрывая от остального мира. Калипсо тщетно желала соединиться с Одиссеем навеки, предлагая ему бессмертие и вечную юность. Одиссей не переставал тосковать по родине и жене. Наконец, боги сжалились и послали к нимфе Гермеса с приказанием отпустить героя домой.
По другой версии, Бёклин имел в виду таинственный остров феаков. Среди грозных скал таинственного острова, на которых виднеются остатки каких-то древних построек, образующих нечто вроде входа в Аид, художник изобразил кипарисы — в античности эти деревья связывали с культом умерших. Арнольд Бёклин изобрёл собственную иконографию, соединив аллюзии античности, классику и настроения немецкого символизма накануне эпохи модерна. Картину, написанную швейцарским художником в Италии, признали «своей» немецкие романтики и символисты, увидев в ней «тевтонский дух». «Романтизм Бёклина, — писал в начале XX века русский художественный критик С. К. Маковский, — ещё в первое его посещение Италии принял мифологический и исторический характер… Художник натурализует образы классической поэзии, придавая им чисто германский, национальный колорит». Маковский называл метод художника «интимным пантеизмом».
В лодке, подплывающей к острову, изображены двое: гребец и фигура, укутанная в белое покрывало. Белую фигуру считают либо Одиссеем, либо «жрецом». Перед фигурой — прямоугольный ящик, который обычно интерпретируется как гроб. Гребца связывают с образом Харона, перевозчика в страну мёртвых, а водное пространство, которое пересекает лодка, — с реками Стикс или Ахерон. Бёклин не давал названий своим картинам, никогда их не подписывал и не датировал, что затрудняет любую интерпретацию. Поэтому иконографы в подобных случаях исходят не из сюжета, а из историко-культурной ситуации.

## Варианты картины
|                                                                 |                                                                       |                                                                    |
| 1880, май Холст, масло. 111×115 см Художественный музей, Базель | 1880, июнь Дерево, масло. 74×122 см Метрополитен-музей, Нью-Йорк      | 1883 Дерево, масло. 80×150 см Старая национальная галерея, Берлин  |
|                                                                 |                                                                       |                                                                    |
| 1884 Медь, масло. 81×151 см                                     | 1886 Дерево, масло. 80×150 см Музей изобразительных искусств, Лейпциг | Арнольд Бёклин, Карло Бёклин 1901 Холст, масло. 101×152 см Эрмитаж |

## История создания картины
Бёклин завершил первый вариант картины, предназначавшийся его покровителю Александру Гюнтеру, в мае 1880 года во Флоренции, но работа осталась у автора; в 1920 году она была приобретена Обществом Готфрида Келлера. В апреле 1880 года мастерскую Бёклина во Флоренции посетила Мари Берн, вдова финансиста Георга фон Берна и будущая жена немецкого политика Вальдемара да Сильвейра, графа Ориолу. Её поразила неоконченная картина на мольберте, и Бёклин создал для неё второй, уменьшенный вариант на дереве, добавив по просьбе заказчицы гроб и женскую фигуру как аллюзию на смерть её мужа. Впоследствии он добавил эти элементы и в первый вариант.
Третий вариант картины Бёклин написал в 1883 году для своего торгового агента и коллекционера Фрица Гурлитта. Здесь впервые появились инициалы «A. B.» на одной из похоронных ниш в скале справа. В 1933 году картина была выставлена на продажу. Её приобрёл Адольф Гитлер, который считал Бёклина «своим художником» за «истинно тевтонский дух». Картина сначала находилась в личной резиденции фюрера в Бергхофе, а после 1940 года украшала кабинет Рейхсканцелярии в Берлине. Кроме неё, в коллекции Гитлера находилось ещё десять произведений Бёклина. В 1884 году по финансовым обстоятельствам возник четвёртый вариант, приобретённый предпринимателем и коллекционером бароном Генрихом Тиссеном. Картина находилась в филиале его Берлинского банка в Роттердаме, где и сгорела при бомбардировке во время Второй мировой войны. Ныне известна только по чёрно-белой фотографии.
Пятый вариант был заказан художнику в 1886 году лейпцигским Музеем изобразительных искусств, где и находится по сей день.
Над шестым вариантом Бёклин работал в последний год жизни совместно со своим сыном Карло (1870—1934), на ней две подписи, из которых следует, что Карло был основным исполнителем. О её существовании было известно из письменных источников, однако на протяжении XX века её местонахождение было неизвестно. Как оказалось, картина оставалась частной собственностью, в 2010 году была передана владельцами «на длительное хранение» в Эрмитаж; с тех пор экспонируется в здании Главного штаба. Осенью 2022 года стало известно о её приобретении музеем за 40 млн рублей. Из сообщения пресс-службы следует, что картина находилась в России, предположительно, ещё с периода жизни Бёклина-младшего до революции в Москве. Степень участия Карло в написании полотна эксперты музея оценивают как очень высокую, из-за чего цена приобретения картины оказалась не так высока, как могла бы быть.
В 1888 году Арнольд Бёклин написал картину «Остров жизни», задуманную как антитеза к «Острову мёртвых». В ней он также изобразил маленький остров, но со всеми признаками радости и жизни. Вместе с первой версией «Острова мёртвых» эта картина входит в коллекцию Художественного музея Базеля.

## Влияние

### Кладбищенская архитектура
Сюжет картины был использован при создании мозаики для двух оригинальных надгробий — могилы Георга Лиона на Введенском кладбище в Москве и могилы Густава Баумайстера на Смоленском кладбище в Санкт-Петербурге (на втором мозаика утрачена), а также при реконструкции паромной переправы на остров-усыпальницу Людвигштайн в Выборге.

### Живопись
В 1932 году Сальвадором Дали была написана картина под названием «Истинное изображение „Острова мёртвых“ Арнольда Бёклина в час вечерней молитвы». На ней изображён пустынный берег моря, вдали виднеется Остров; с краю, с левой стороны, нарисован каменный куб, на котором стоит чайная чашка с торчащим из неё металлическим стержнем. Широко известно, что творчество позднего Бёклина оказало значительное влияние на развитие сюрреализма и магического реализма в живописи; такими полотнами, как «Остров мёртвых», в котором сочетались характерные для сюрреализма Дали и Рене Магритта «ирреальное» настроение и виртуозная прорисовка деталей, восхищались Джорджо де Кирико, Макс Эрнст и сам Дали. Швейцарский художник Ханс Гигер создал версию картины «Hommage à Böcklin» (1977) в своем типичном биомеханическом стиле.

### Музыка
- Существует симфоническая поэма «Остров мертвых» (Die Toteninsel) (1890) композитора-романтика Хенриха Шульца-Бойтена.
- Андреас Халлен, шведский композитор-романтик, написал симфоническую поэму «Остров мертвых» (Die Toteninsel) в 1898 году.
- Dezso d’Antalffy, венгерский композитор-романтик, написал симфоническую поэму «Остров мертвых» (Die Toteninsel) в 1907 году.
- Сергей Рахманинов под впечатлением от картины также написал симфоническую поэму «Остров мёртвых» (1909).
- Felix Woyrsch сочинил «Три Бёклинские Фантазии» (Die Toteninsel, Der Eremit, Im Spiel дер Wellen), Op. 53 (1910)
- Макс Регер создал в 1913 году цикл композиций для симфонического оркестра «Четыре поэмы по А. Бёклину» (Vier Tondichtungen nach A. Böcklin, Op.128), в котором третья часть называется «Остров мёртвых» (Die Toteninsel).
- В том же году ученик Регера Fritz Lubrich младший (1888—1971) создал «Три романтических этюда после Бёклиновой картины» (Drei Romantische Tonstücke pass Böcklinschen Bildern; Op 37) для органа, где одна из картин также называется «Остров мертвых».

### Театр
Декорации к опере Рихарда Вагнера «Валькирия» в постановке Патриса Шеро (1980; Пьер Булез и оркестр Фестивального театра в Байройте) были созданы по мотивам картины Бёклина.

### Кино
- «Остров мёртвых» — фильм ужасов, снятый в 1945 году американским режиссёром Марком Робсоном по сценарию Вэла Льютона. В одном из кадров присутствует панорама острова, тождественная сюжетной композиции картины. Согласно сценарию, именно там и происходит действие фильма[20].
- «Остров мёртвых» — сюрреалистический фильм-коллаж, снятый по мотивам картины Бёклина в 1992 году российским режиссёром Олегом Коваловым.
- «Чужой: Завет» — в ходе повествования фильма полностью воссоздаётся сцена, визуально тождественная данной картине.
- «Я гуляла с зомби» — продюсер Вэл Льютон использовал картину в качестве фона сцены в своем фильме 1943 года[15].
- «Сказки Гофмана» — элементы дизайна картины появляются в декорациях.

### Аниме
- «Остров мёртвых» часто упоминается (и присутствует во втором эндинге) аниме «Тёмный дворецкий». Во втором сезоне «Тёмного дворецкого» он же является местом финальной битвы между демонами.
- Картина представлена в комедийном аниме-сериале «Нео Йокио» (2017—2018), в котором персонажи ненадолго волшебным образом оказываются внутри самой картины.

### Манга
«Остров мёртвых» упоминается в манге «Необыкновенная история острова Панорама» авторства Суэхиро Маруо. На острове, воспроизводящем картину Бёклина, Хиросуке Хитоми захоронил тело убитой им Рэйко Комоды.

### Игры
Создатели хоррор-игры Signalis черпали вдохновение в картинах Берег забвения Ойгена Брахта и «Острове мёртвых». Репродукция картины Бёклина неоднократно встречается протагонисту в процессе прохождения.